# Мендзиходски окръг
Мендзиходски окръг (на полски: Powiat międzychodzki) е окръг в Западна Полша, Великополско войводство. Заема площ от 736,44 км2. Административен център е град Мендзиход.

## География
Окръгът се намира в историческия регион Великополша. Разположен е в западната част на войводството.

## Население
Населението на окръга възлиза на 37 081 души (2012 г.). Гъстотата е 50 души/км2.

## Административно деление
Административно окръгът е разделен на 4 общини.
Градско-селски общини:
- Община Мендзиход
- Община Шераков

Селски общини:
- Община Велке Хшипско
- Община Квилч

## Галерия
- Мендзиход
- Шераков